# La Loye
La Loye est une commune française située dans le département du Jura, dans la région culturelle et historique de Franche-Comté et la région administrative Bourgogne-Franche-Comté.

## Géographie
Elle fait partie de la Communauté de communes du Val d’Amour, en bordure de la Grande Forêt de Chaux.

### Climat
Pour des articles plus généraux, voir Climat de la Bourgogne-Franche-Comté et Climat du département du Jura.
En 2010, le climat de la commune est de type climat des marges montargnardes, selon une étude du Centre national de la recherche scientifique s'appuyant sur une série de données couvrant la période 1971-2000. En 2020, Météo-France publie une typologie des climats de la France métropolitaine dans laquelle la commune est exposée à un climat semi-continental et est dans la région climatique  Jura, caractérisée par une forte pluviométrie en toutes saisons (1 000 à 1 500 mm/an), des hivers rigoureux et un ensoleillement médiocre. 
Pour la période 1971-2000, la température annuelle moyenne est de 10,6 °C, avec une amplitude thermique annuelle de 17,2 °C. Le cumul annuel moyen de précipitations est de 1 048 mm, avec 12,7 jours de précipitations en janvier et 8,7 jours en juillet. Pour la période 1991-2020, la température moyenne annuelle observée sur la station météorologique de Météo-France la plus proche, « Dole », sur la commune de Dole à 9 km à vol d'oiseau, est de 11,6 °C et le cumul annuel moyen de précipitations est de 1 023,0 mm. 
La température maximale relevée sur cette station est de 40 °C, atteinte le 31 juillet 2020 ; la température minimale est de −24 °C, atteinte le 10 janvier 1985,,. 
Les paramètres climatiques de la commune ont été estimés pour le milieu du siècle (2041-2070) selon différents scénarios d'émission de gaz à effet de serre à partir des nouvelles projections climatiques de référence DRIAS-2020. Ils sont consultables sur un site dédié publié par Météo-France en novembre 2022.

## Urbanisme

### Typologie
Au 1er janvier 2024, La Loye est catégorisée commune rurale à habitat dispersé, selon la nouvelle grille communale de densité à sept niveaux définie par l'Insee en 2022.
Elle est située hors unité urbaine. Par ailleurs la commune fait partie de l'aire d'attraction de Dole, dont elle est une commune de la couronne,. Cette aire, qui regroupe 87 communes, est catégorisée dans les aires de 50 000 à moins de 200 000 habitants,.

### Occupation des sols
L'occupation des sols de la commune, telle qu'elle ressort de la base de données européenne d’occupation biophysique des sols Corine Land Cover (CLC), est marquée par l'importance des territoires agricoles (60,1 % en 2018), une proportion sensiblement équivalente à celle de 1990 (59,5 %). La répartition détaillée en 2018 est la suivante :
terres arables (39,7 %), forêts (37 %), prairies (20,4 %), zones urbanisées (2,9 %). L'évolution de l’occupation des sols de la commune et de ses infrastructures peut être observée sur les différentes représentations cartographiques du territoire : la carte de Cassini (XVIIIe siècle), la carte d'état-major (1820-1866) et les cartes ou photos aériennes de l'IGN pour la période actuelle (1950 à aujourd'hui).

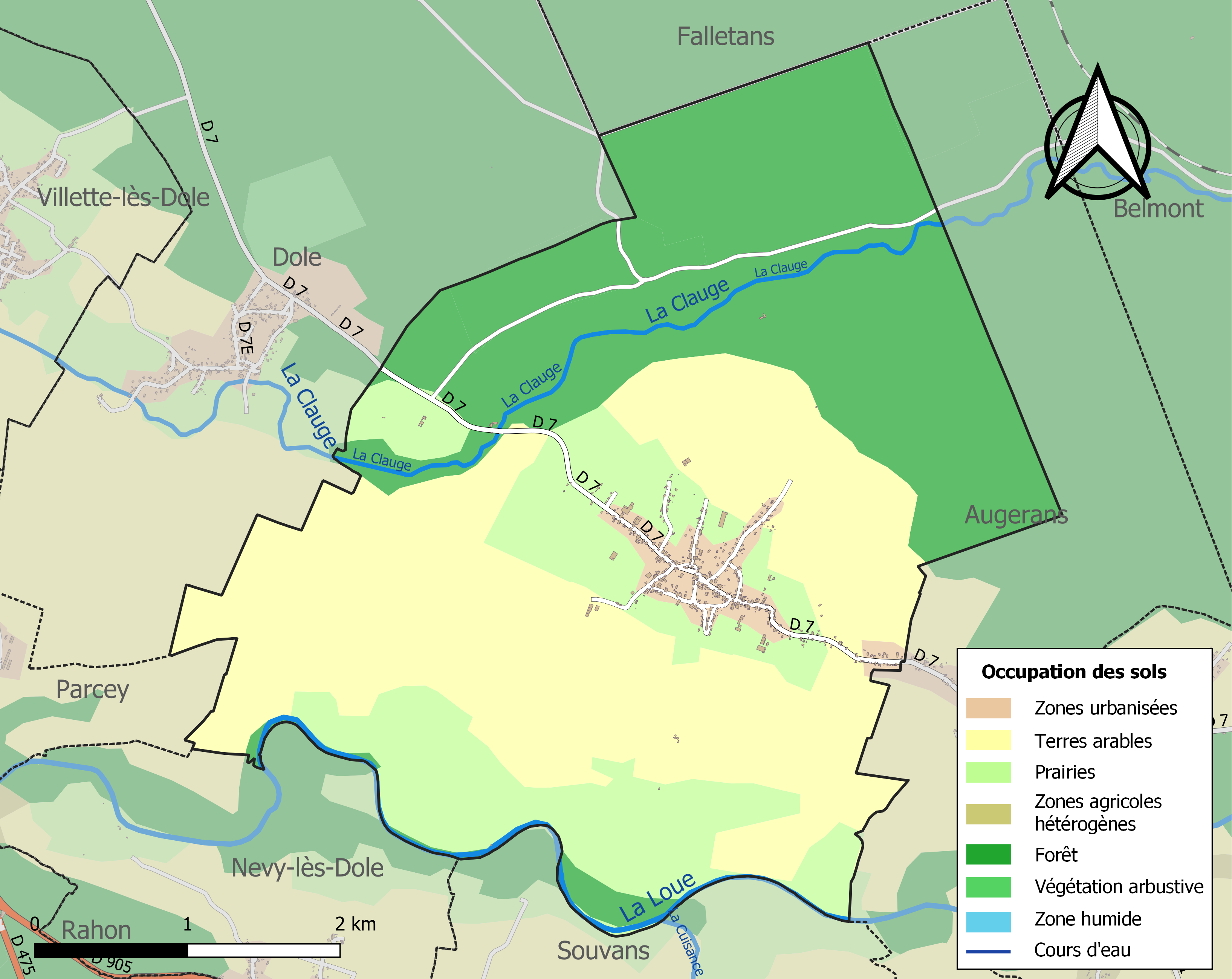
Carte des infrastructures et de l'occupation des sols de la commune en 2018 (CLC).

## Histoire
Le village de La Loye, est l’un des plus gros village de la Communauté de communes du Val d’Amour qui regroupe des villages du département du Jura situés dans la vallée de la Loue.
Ce village fut aussi connu sous les noms de (La) Logea, Logia Novella, Logia-Nova, Laloa, La Loge, La Loige, La Neuve - Loye, La Grande-Loye.
Le 8 juillet 2017, il fut traversé par le Tour de France.

## Politique et administration
| Période   | Période   | Identité          | Étiquette | Qualité |
| --------- | --------- | ----------------- | --------- | ------- |
| mars 1965 | mars 1983 | Alfred Pernet     |           |         |
| mars 1983 | mars 2008 | Jean-Louis Grappe |           |         |
| mars 2008 | mars 2014 | Hubert Girard     |           |         |
| mars 2014 | mai 2020  | Christine Guyot   |           |         |
| mai 2020  | En cours  | Virginie Valot    |           |         |

### Démographie
L'évolution du nombre d'habitants est connue à travers les recensements de la population effectués dans la commune depuis 1793. Pour les communes de moins de 10 000 habitants, une enquête de recensement portant sur toute la population est réalisée tous les cinq ans, les populations de référence des années intermédiaires étant quant à elles estimées par interpolation ou extrapolation. Pour la commune, le premier recensement exhaustif entrant dans le cadre du nouveau dispositif a été réalisé en 2007.

En 2022, la commune comptait 537 habitants, en évolution de −2,19 % par rapport à 2016 (Jura : −0,81 %, France hors Mayotte : +2,11 %).
| 1793 | 1800 | 1806 | 1821 | 1831  | 1836 | 1841  | 1846  | 1851 |
| ---- | ---- | ---- | ---- | ----- | ---- | ----- | ----- | ---- |
| 770  | 840  | 916  | 926  | 1 053 | 998  | 1 048 | 1 030 | 980  |

| 1856 | 1861 | 1866 | 1872 | 1876 | 1881 | 1886 | 1891 | 1896 |
| ---- | ---- | ---- | ---- | ---- | ---- | ---- | ---- | ---- |
| 917  | 889  | 826  | 798  | 763  | 757  | 745  | 726  | 702  |

| 1901 | 1906 | 1911 | 1921 | 1926 | 1931 | 1936 | 1946 | 1954 |
| ---- | ---- | ---- | ---- | ---- | ---- | ---- | ---- | ---- |
| 667  | 608  | 561  | 501  | 510  | 484  | 466  | 441  | 470  |

| 1962 | 1968 | 1975 | 1982 | 1990 | 1999 | 2006 | 2007 | 2012 |
| ---- | ---- | ---- | ---- | ---- | ---- | ---- | ---- | ---- |
| 457  | 444  | 399  | 480  | 508  | 509  | 531  | 534  | 549  |

| 2017 | 2022 | - | - | - | - | - | - | - |
| ---- | ---- | - | - | - | - | - | - | - |
| 551  | 537  | - | - | - | - | - | - | - |

## Lieux et monuments
- Église classée
- Motte féodale au centre du village (propriété privée, mais la motte est visible depuis la rue principale)
- Le Moulin d'Aillery (propriété privée au lieu-dit La Louvière), ancienne Taillenderie
- Une fontaine à proximité du Moulin d'Aillery en lisière de la Foret de Chaux
- Une statue dite de "Christ Assis" à l'entrée ouest du village alias statue de Saint Louis (soins aux lépreux). Elle est appelée par ses habitants « Bon dieu de pitié ».